# 잠피에트리노

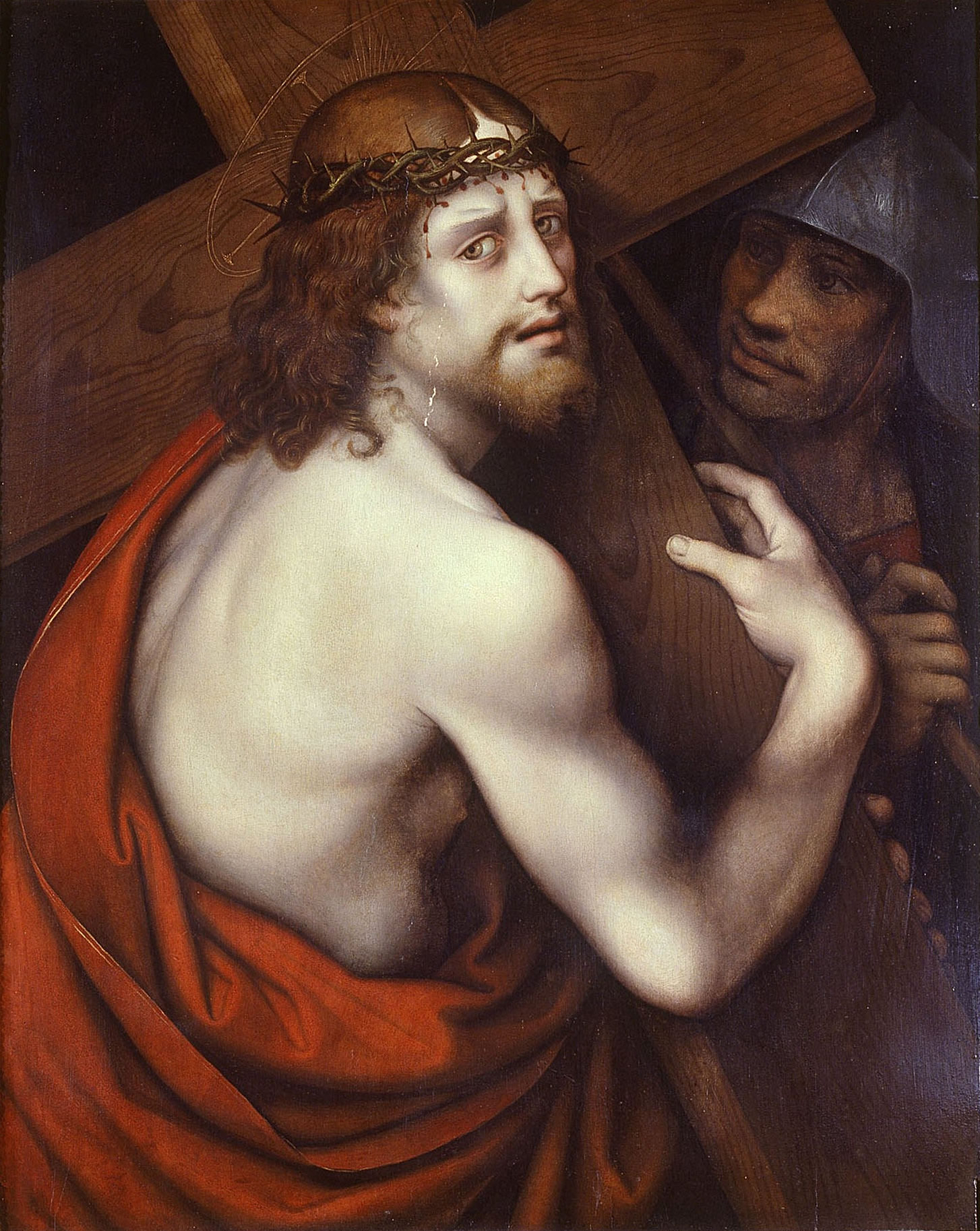
조반니 피에트로 리촐리의 십자가를 진 예수 그리스도 (1530년대 초)

잠피에트리노 (Giampietrino, 활동기간 1495년~1549년)는 이탈리아의 화가로, 본명은 조반니 피에트로 리촐리 (Giovanni Pietro Rizzoli)로 추정된다. 이탈리아 르네상스 시기에 활동했던 화가로서 롬바르디아파와 레오나르도 다빈치의 레오나르데시 (Leonardeschi)에 속했던 작가였다.
레오나르도 다 빈치의 여러 작품들의 사본을 그린 작가이자, 본인 스스로가 창작한 작품도 남긴 작가로서 한 주제에 여러 사본을 남겨 전해지고 있는 것이 대부분이다. 미국의 미술사학자 시드니 조셉 프리드버그는 잠피에트리노가 "다빈치식 레퍼토리를 갈취한 작가" (exploiter of Leonardo's repertory)라고 평했다.

## 생애

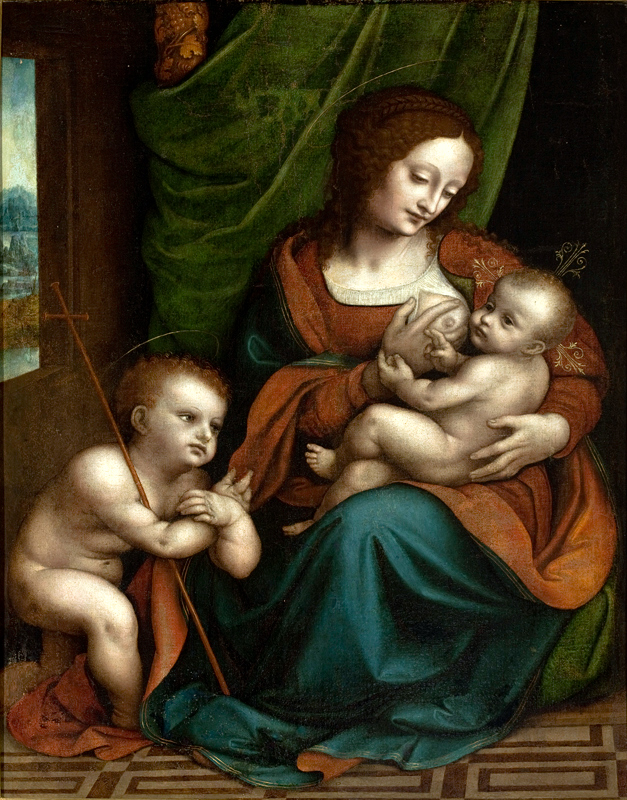
잠피에트리노, 세례자 성 요한과 함께 아기를 돌보는 성모 마리아 (1500년~1520년경), 상파울루 미술관 소장

잠피에트리노는 이탈리아 르네상스기였던 1495년부터 1549년까지 활동했던 작가의 필명으로, 대형 제단화, 성모자화, 반신성녀화, 신화 속의 여성화 등을 여럿 남겼다. 잠피에트리노의 정체가 무엇인지는 오랫동안 알려지지 않았으며, 레오나르도 다 빈치의 화실 소속 인원 명단에 '잠피에트리노' (Giampietrino)라는 이름만 남겨져 있어 다빈치와 인연이 있는 작가로만 추정되었을 뿐이었다. 
1929년 오스트리아 미술사학자 빌헬름 에밀 수이다 (Wilhelm Emil Suida)는 1509년작 <세례자 성 요한과 함께 아기를 돌보는 성모 마리아>이 잠피에트리노의 기법과 유사하다는 점을 들어, 이 그림에 서명을 남긴 '조반니 바티스타 벨몬테' (Giovanni Battista Belmonte)라는 화가가 잠피에트리노라는 설을 내세웠다. 그러나 현재로서는 이 설은 사장되었으며 당대 문헌에서 거론된 '조반니 피에트로 리촐리' (Giovanni Pietro Rizzoli)가 잠피에트리노의 정체라는 설이 정설로 자리잡고 있다.
잠피에트리노는 레오나르도 다 빈치의 후기 화풍을 전하는 데 크게 기여한 화가로 여겨져 왔다. 다 빈치가 남긴 수많은 작품의 사본을 그린 것을 물론, 본인만의 유능한 독창적인 작품도 많이 남겼다. 잠피에트리노의 작품 중 상당수는 동일 주제에 여러 사본이 남겨진 형태로 전해져 왔다.

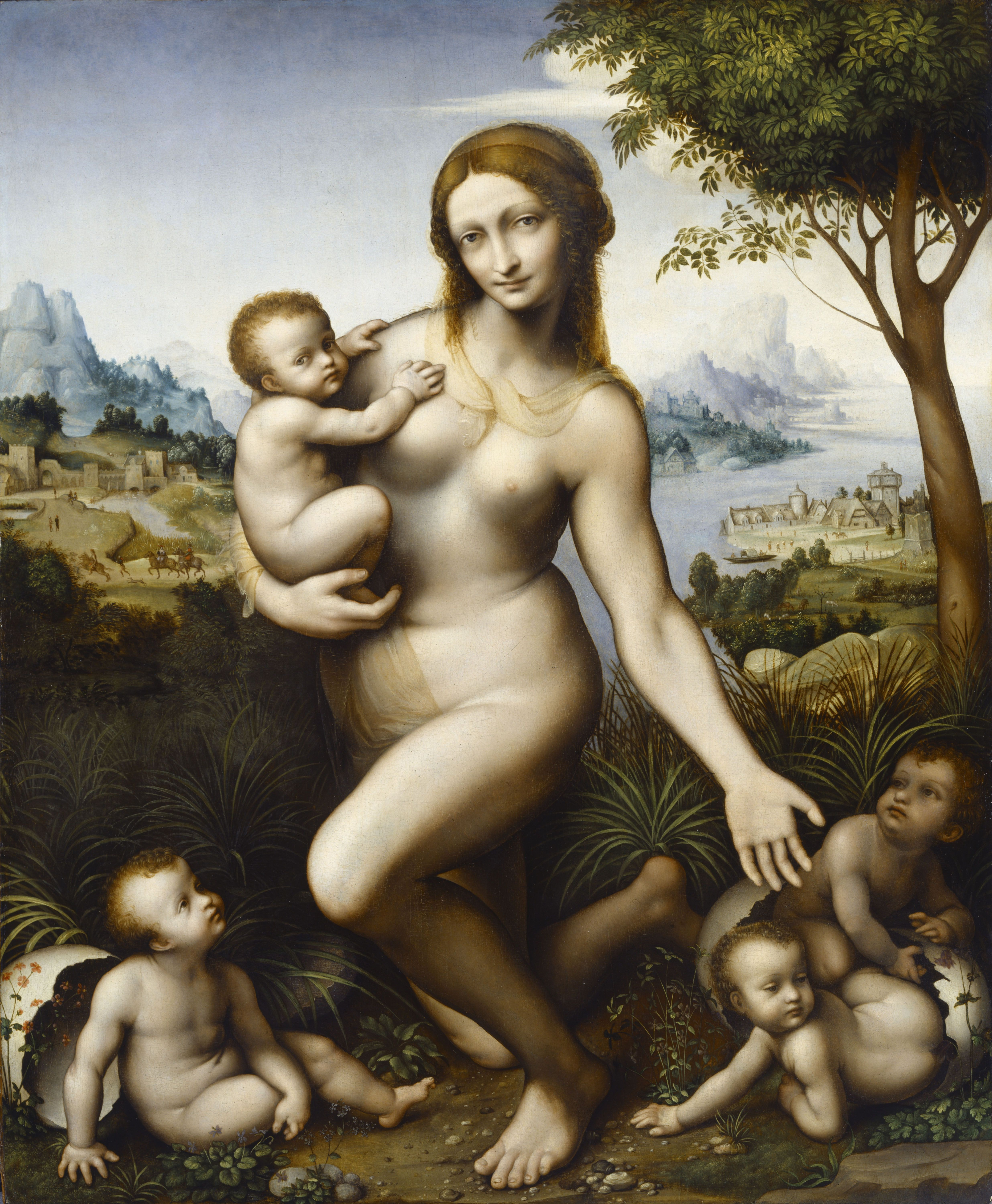
잠피에트리노, <아이들과 레다> (Leda con i loro figli). 독일 카셀 옛거장미술관 소장

## 노트
1. ↑  Though Andrea Bayer says "rather securely identified" (Bayer, "North of the Apennines: Sixteenth-Century Italian Painting in Lombardy and Emilia-Romagna" The Metropolitan Museum of Art Bulletin, New Series, 60.4 [Spring, 2003], p. 19), Sydney J. Freedberg says "It is uncertain whether this painter is to be identified with Gian Pietro Rizzi or Giovanni di Pietro of Como." (Freedberg, Painting in Italy 1500-1600 3rd ed. 1993:383, note 25).
2. ↑  Freedberg, 1993:383.